# Akraia
Akraia var en najadnymf och en av asterioniderna i grekisk mytologi. Hon bodde i floden Asterion i Argos (södra Grekland).
Hon var dotter till flodguden Asterion och var en av de tre asterioniderna. De andra två var hennes systrar; Euboia och Prosymna. De var alla nymfer ur floden Asterion och sköterskor/ammor till gudinnan Hera när hon var ett spädbarn.